# Schellenberg
Schellenberg je obec v nížinaté oblasti Lichtenštejnska na břehu Rýna. Žije zde přibližně 1 100 obyvatel a zaujímá rozlohu 3,5 km².

## Dějiny obce

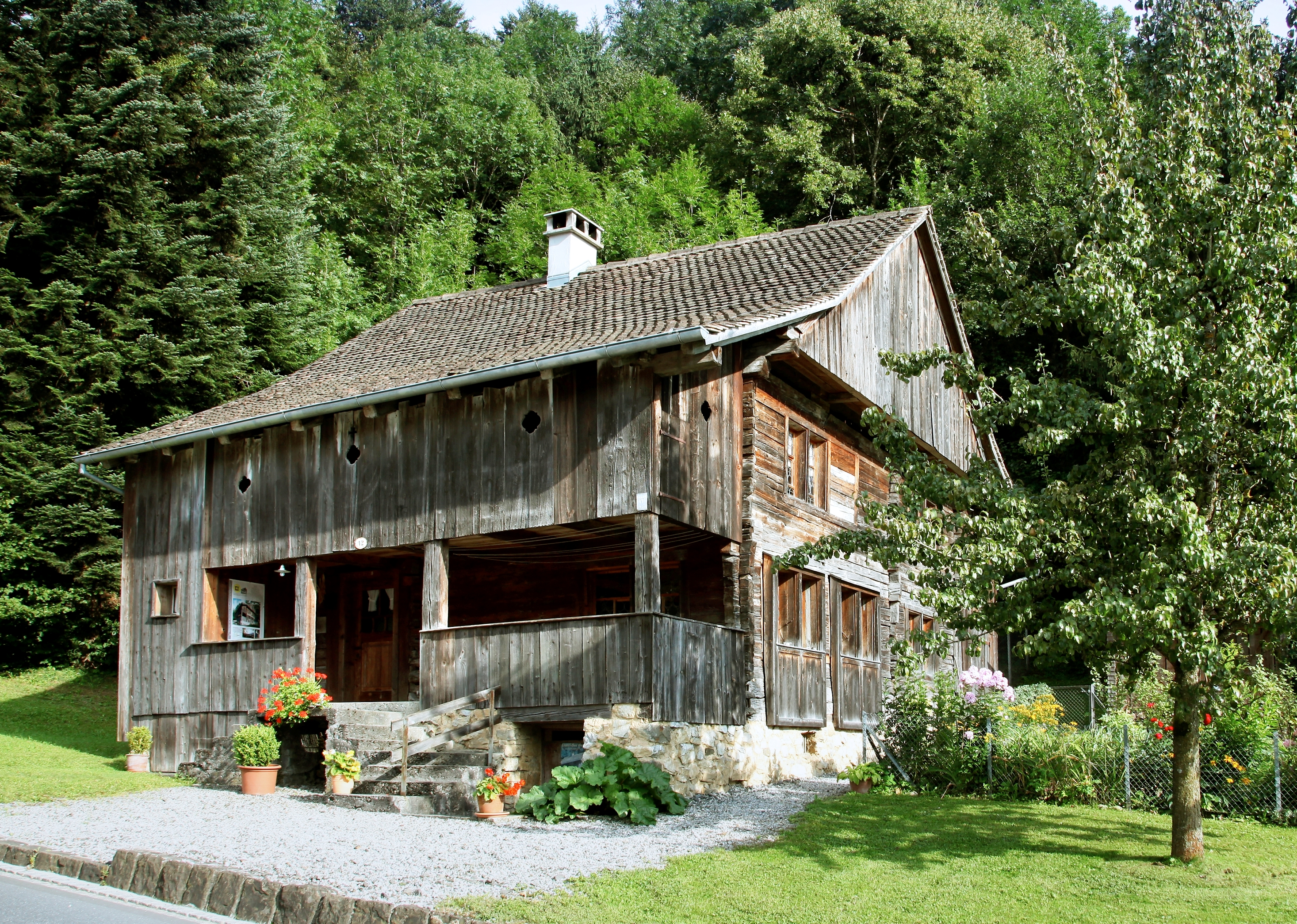
Biedermannhaus je historické selské stavení, součást expozice Lichtenštejnského zemského muzea

Oblast byla nejdříve obydlena Kelty a pak Réty. V roce 15 př. n. l. zdejší území obsadili Římané a udělali z něj část provincie Raetie. V raném středověku se provincie stala součástí Franské říše a za panování Karla Velikého byla povýšena na samostatné hrabství. To bylo později několikrát děleno mezi dědici. Od vzniku Svaté říše římské v 10. století bylo její součástí.
Hrabství Schellenberg bylo v roce 1437 koupeno hrabaty z Vaduzu a obě panství zůstala od té doby spojena personální unií. Po Švábské válce v roce 1499 se obě hrabství stala lény Habsburků, kteří je začlenili do svých držav v Předních Rakousích.
V držení panství se střídaly různé místní rody až do let 1699–1712, kdy postupně obě hrabství koupil rod Lichtenštejnů, kteří – povýšeni od roku 1706 do stavu říšských knížat – potřebovali držet nějaké území s říšskou bezprostředností, aby měli právo hlasovat na říšském sněmu. Císař Karel VI. pak v roce 1719 povolil spojení obou panství Vaduz a Schellenberg do jednoho celku, čím vzniklo nové, relativně samostatné Lichtenštejnské knížectví.

## Ruský památník

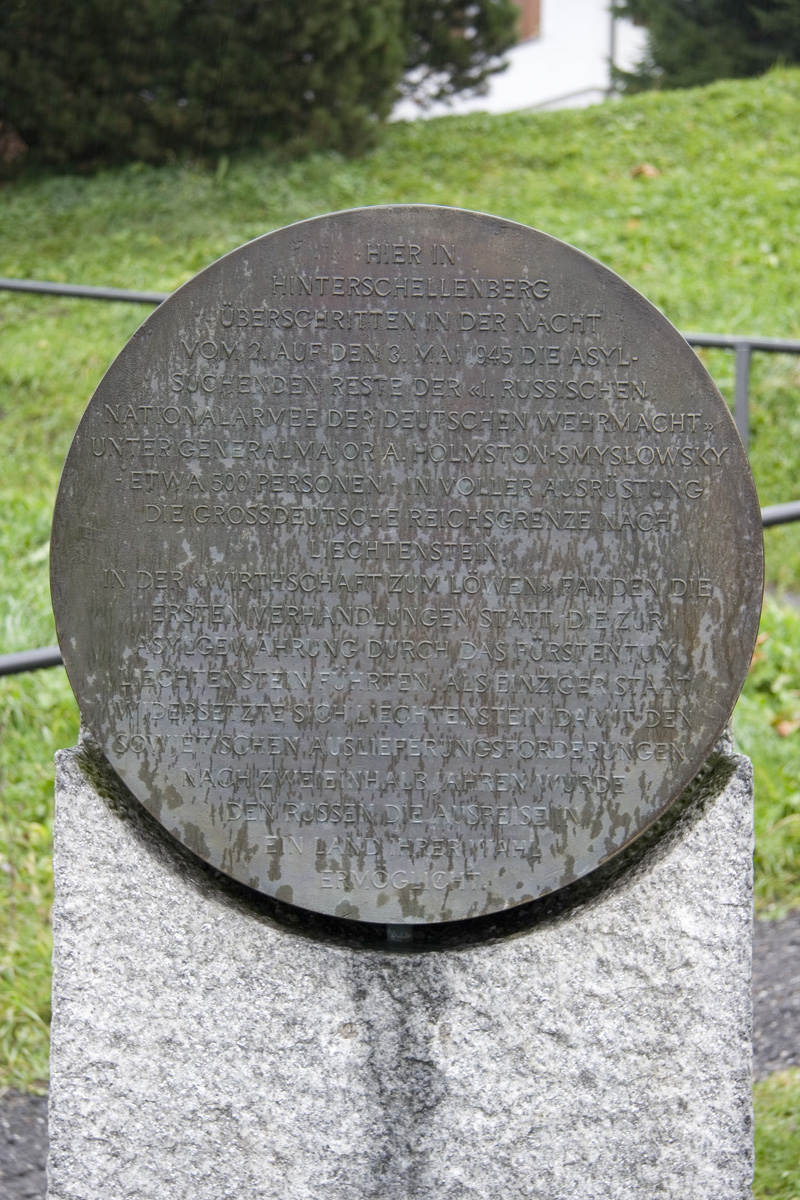
Ruský památník

V místní části Hinterschellenberg je umístěn památník, připomínající ruské vojáky 1. ruské národní armády, kteří v řadách Wehrmachtu bojovali na východní frontě proti SSSR. Spolu se svými rodinami tu na konci druhé světové války získali od Lichtenštejnska azyl a oproti jiným ruským vojákům v britsko-americkém zajetí nebyli vydáni zpět do SSSR.